# Odolina
Odolina este o localitate din comuna Hrpelje - Kozina, Slovenia.